# Sarma
Sarma je jelo od miješanog mljevenog ili sjeckanog mesa i najčešće riže umotanih u list ukiseljena kupusa, svježeg kupusa ili lišća vinove loze. Posne, vegetarijanske sarme punjene su sejtanom ili nekom od žitarica.

## Rasprostranjenost i vrste
Jelo je u različitim oblicima prisutno u zemljama nekadašnjeg Osmanskog Carstva, a i šire. Sarma je turska riječ značenja umotan. 
U Turskoj, gdje se često priprema bez mesa, sarma s lišćem vinove loze naziva se yaprak sarma ili yaprak dolması; sarma zamotana blitvom je pazı dolması. Grčke sarmice (γιαπράκια, japrakia ili σαρμαδακια, sarmadhakia) pripremaju se s lišćem loze. U Bugarskoj, gdje se smatra nacionalnim jelom, i Rumunjskoj sarma se priprema podjednako sa svježim bijelim kupusom ili lišćem loze. Dalje zapadno, u Makedoniji, Srbiji, Crnoj Gori, Bosni i Hercegovini i u Hrvatskoj sarma se priprema isključivo s ukiseljenim kupusom.
Sarma se, prema podosta različitim receptima, priprema i u Armeniji, Poljskoj, Mađarskoj, Moldaviji, Sloveniji, Jordanu, Libanonu, Siriji, Iranu, Rusiji i Ukrajini. 
Sinjski arambaši su sarmi slično tradicijsko jelo od ukiseljenog kupusa, posebno začinjenog svježeg mesa, suhog mesa i dimljenih mesnih proizvoda. Način njihove pripreme je zaštićeno nematerijalno kulturno dobro Republike Hrvatske.
- Karalahana sarması s lišćem raštike.
- Vişneli yaprak sarma s višnjama, lišćem vinove loze i začinjenom rižom
- Ukrajinski, ruski i poljski golubići sa svježim kupusom